# Вореаль
Вореаль (фр. Vauréal) — муниципалитет во Франции, в регионе Иль-де-Франс, департамент Валь-д'Уаз. Население — 15 602 человека (2006).
Муниципалитет расположен на расстоянии около 31 км северо-западнее Парижа, 3 км западнее Сержи.

## Демография
Динамика населения (Cassini и INSEE):